# Liste des îles d'Algérie
Cet article liste des îles et îlots d'Algérie.

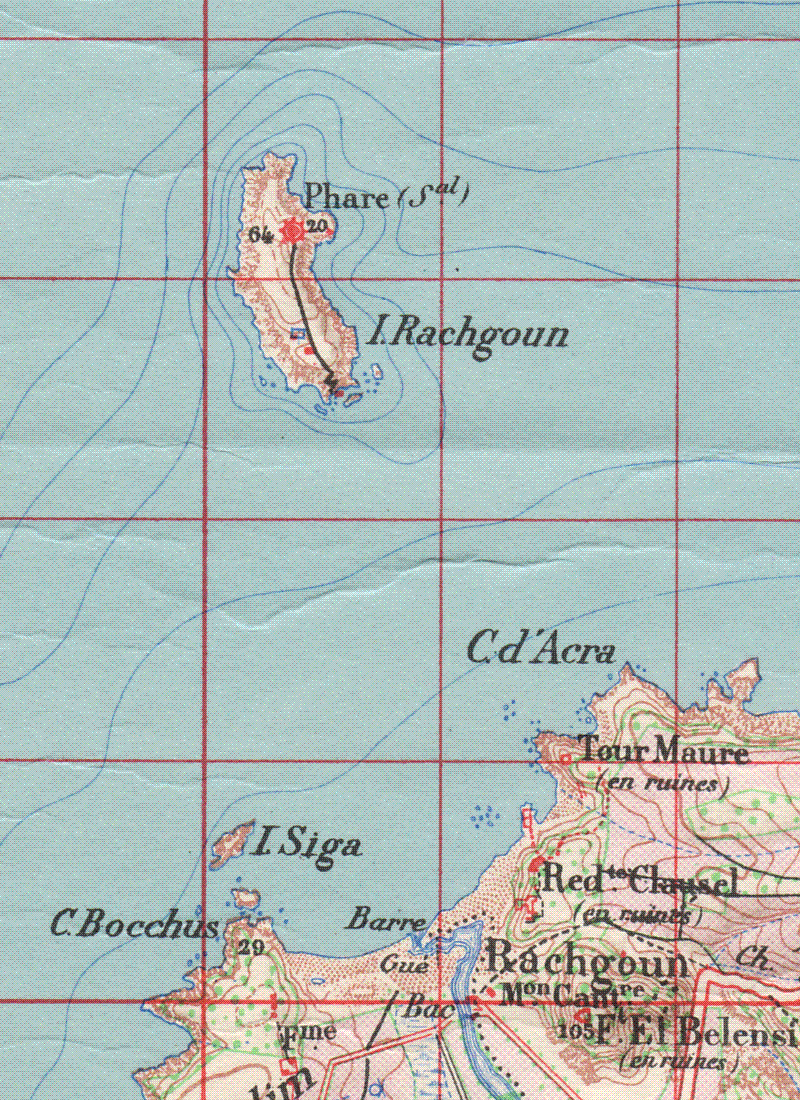
Carte topographique de l'île de Rachgoun, 1889

## Présentation
L'Algérie compte 32 îles et 208 îlots.
Les trois quarts de ces îles sont des rochers massifs saillants au-dessus de l'eau sans végétation ou des amas de rochers complètement arides dont le seul intérêt est parfois de servir de base à des jetées.
Le dernier quart ne comprend que des îles avec des sols superficiels.
Près de la moitié de ce dernier quart est "péninsulaire" semblable au continent et un quart est inhabitable à l'exception des oiseaux.
Toutes ces îles algériennes sont petites, ne dépassant pas 1 200 mètres dans leurs plus grandes dimensions et leur hauteur ne dépasse pas 150 mètres.

## Liste
| Nom                          | Lieu                   | Longueur         | Point Culminant  |                  |
| Wilaya d'El Tarf             | Wilaya d'El Tarf       | Wilaya d'El Tarf | Wilaya d'El Tarf | Wilaya d'El Tarf |
| ---------------------------- | ---------------------- | ---------------- | ---------------- | ---------------- |
| Île de La Calle              | 36100 El Kala          |                  |                  |                  |
| Wilaya d'Annaba              |                        |                  |                  |                  |
| Îlot du Lion                 | 23 000 Annaba          | 17 m             |                  |                  |
| Îlot du Fort Génois          | 23000 Annaba           |                  |                  |                  |
| La Voile Noire               | 23140 Seraïdi          |                  | 143 m            |                  |
| Wilaya de Skikda             |                        |                  |                  |                  |
| Île Takouch                  | 21320 Cap de Fer       |                  |                  |                  |
| Île Sainte-Piastre           | 21320 Cap de Fer       |                  | 33 m             |                  |
| Îlot Tekedid                 | 21320 Cap de Fer       |                  | 27 m             |                  |
| Îlots de Skikda              | 21000 Skikda           |                  |                  |                  |
| Île des Singes               | 21001 Stora            |                  |                  |                  |
| Île du Lion                  | 21001 Stora            | 100 m            |                  |                  |
| Île Srigina                  | 21001 Stora            | 400 m            |                  |                  |
| Deux Frères                  | 21001 Stora            |                  |                  |                  |
| Les Sept îles                | 21150 Aïn Zouit        |                  |                  |                  |
| Île Collo                    | 21210 Kerkera          |                  |                  |                  |
| Pointe noire                 | 21220 Ouled M'Rabet    | ~100 m           |                  |                  |
| Wilaya de Jijel              |                        |                  |                  |                  |
| Rocher Tazerouts             | 18270 Sidi Abdelaziz   |                  |                  |                  |
| Île de Djidjelli             | 18000 Jijel            |                  |                  |                  |
| Rochers des Pigeons          | 18000 Jijel            |                  |                  |                  |
| Île el Afia                  | 18000 Jijel            |                  |                  |                  |
| Îles Cavallo                 | 18130 El Aouana        | 360 m            |                  |                  |
| Île de Mansouriah            | 18110 Ziama Mansouriah | 800 m            | 20 m             |                  |
| Wilaya de Bejaia             |                        |                  |                  |                  |
| Îlot du cap Carbon           | 06000 Bejaia           |                  |                  |                  |
| Île des Pisans               | wilaya de Bejaïa       | 400 m            | 31 m             |                  |
| Îlots du Cap Sigli           | 06431 Djebala          |                  |                  |                  |
| Wilaya de Tizi-Ouzou         |                        |                  |                  |                  |
| Rochers du cap Tlédès        | 15650 Taksebt          |                  |                  |                  |
| Îlots de Tigzirt             | 15600 Tigzirt          |                  |                  |                  |
| Wilaya de Boumerdes          |                        |                  |                  |                  |
| Rochers de Zemmouri el Bahri | 35260 Zemmouri         |                  |                  |                  |
| Île Aguelli                  | 35460 Reghaïa          | 600 m            | 25 m             |                  |
| Djezaïr El Kodra             | 35310 Aïn Taya         |                  |                  |                  |
| Le Rocher                    | 35310 Aïn Taya         |                  | 23 m             |                  |
| Îles Sandja                  | 35320 El Marsa         | ~100m            | 10 m             |                  |
| Banc de Matifou              | 35320 Bordj El Bahri   |                  |                  |                  |
| Wilaya d'Alger               |                        |                  |                  |                  |
| El-Djezaïr                   | 16000 Alger            |                  |                  |                  |
| Îlots d'EI-Kettani           | 16019 Alger            |                  |                  |                  |
| Rochers de la Pointe Pescade | 16 080 Rais Hamidou    |                  |                  |                  |
| Wilaya de Tipaza             |                        |                  |                  |                  |
| Îlot d'Aïn-Benian            | 16018 Aïn-Benian       |                  |                  |                  |
| Sidi-Ferruch                 | 16062 Staoueli         | 2 km             |                  |                  |
| Îles de Tipaza               | 42 000 Tipaza          |                  |                  |                  |
| Île Beringel                 | 42 000 Chenoua-Plage   |                  | 20 m             |                  |
| Les Trois Îlots              | 42 100 Cherchell       |                  |                  |                  |
| Île Joinville                | 42100 Cherchell        | 200 m            |                  |                  |
| Îlot Tokikt Inndich          | 42135 Gouraya          |                  | 2 m              |                  |
| Wilaya du Chlef              |                        |                  |                  |                  |
| Îlot Si Djilali              | 02240 Beni Haoua       |                  |                  |                  |
| Îlots de Ténès               | 02200 Ténès            |                  |                  |                  |
| Île Colombi                  | 02 255 El Marsa        | 50m              | 33 m             |                  |
| Wilaya d'Oran                |                        |                  |                  |                  |
| Îlots du Cap Carbon          | 31 200 Arzew           |                  |                  |                  |
| Seba Faraoun                 | 31 261 Kristel         |                  |                  |                  |
| Îlots du Cap Falcon          | 31 300 Aïn El Turk     |                  |                  |                  |
| Île Plane                    | 31 330 Les Andalouses  | 200-300 m        | 18 m             |                  |
| Îles Habibas                 | 31 171 Sidi Bakhti     | 1200 m           | 103 m            |                  |
| Wilaya d'Aïn-Témouchent      |                        |                  |                  |                  |
| Île de Mersa Madakh          | 46 110 El Amria        |                  |                  |                  |
| Îlot du Cap Figalo           | 46110 Bou Zedjar       |                  |                  |                  |
| Le Pain de Sucre             | 46300 Béni Saf         |                  |                  |                  |
| Île de Rachgoun              | 46300 Rachgoun         | 800 m            | 60 m             |                  |
| Wilaya de Tlemcen            |                        |                  |                  |                  |
| Île Mokreum                  | 13580 Honaïne          | 400 m            |                  |                  |
| Ad Fratres                   | 13400 Ghazaouet        |                  |                  |                  |
| Source, :                    |                        |                  |                  |                  |